# 派克氏裸胸鱔
派克氏裸胸鱔，又稱派克氏裸胸鯙，為輻鰭魚綱鰻鱺目鯙亞目鯙科的其中一種，分布於印度西太平洋區的模里西斯、巴布亞紐幾內亞等海域，體長可達77公分，為底棲性魚類，屬肉食性，生活習性不明。

## 擴展閱讀
維基物種上的相關：派克氏裸胸鱔